# Dendropsophus gryllatus
Dendropsophus gryllatus är en groddjursart som först beskrevs av William Edward Duellman 1973.  Dendropsophus gryllatus ingår i släktet Dendropsophus och familjen lövgrodor. IUCN kategoriserar arten globalt som starkt hotad. Inga underarter finns listade i Catalogue of Life.